# Podachaenium paniculatum
Podachaenium paniculatum là một loài thực vật có hoa trong họ Cúc. Loài này được Benth. ex Oerst. miêu tả khoa học đầu tiên năm 1852.